# Usseau (Vienne)
Pour les articles homonymes, voir Usseau.
Pour l’article ayant un titre homophone, voir Ussau.
Usseau est une commune du Centre-Ouest de la France, située dans le département de la Vienne (région Nouvelle-Aquitaine).

## Géographie

### Géologie et relief
La région d'Usseau présente un paysage de plaines vallonnées plus ou moins boisées. Le terroir se compose :
- de tuffeau jaune pour 45 %, de bornais sableux du Loudunais (ce sont des sols brun clair sur limons, profonds et humides, à tendance siliceuse) pour 16 % et d'argilo pour moins de 1 % sur les collines et les dépressions sableuses des bordures du Bassin parisien ;
- de champagnes ou d'aubues (ce sont des sols gris clair, argilo-limoneux, sur craie et donc calcaires) pour 38 % sur les autres collines.

### Hydrographie
La commune est traversée par 1 km de cours d'eau.

### Communes limitrophes
| Leigné-sur-Usseau                | Vellèches |        |
| Saint-Gervais-les-Trois-Clochers | Usseau    |        |
| Thuré                            |           | Antran |

### Climat
Pour des articles plus généraux, voir Climat de la Nouvelle-Aquitaine et Climat de la Vienne.
Historiquement, la commune est exposée à un climat océanique du nord-ouest.
En 2020, Météo-France publie une typologie des climats de la France métropolitaine dans laquelle la commune est exposée à un climat océanique altéré et est dans la région climatique  Poitou-Charentes, caractérisée par un bon ensoleillement, particulièrement en été et des vents modérés.
Pour la période 1971-2000, la température annuelle moyenne est de 11,9 °C, avec une amplitude thermique annuelle de 14,4 °C. Le cumul annuel moyen de précipitations est de 696 mm, avec 10,5 jours de précipitations en janvier et 6,3 jours en juillet. Pour la période 1991-2020, la température moyenne annuelle observée sur la station météorologique la plus proche, située sur la commune de Lésigny à 19,86 km à vol d'oiseau, est de 12,1 °C et le cumul annuel moyen de précipitations est de 743,3 mm,. Pour l'avenir, les paramètres climatiques de la commune estimés pour 2050 selon différents scénarios d’émission de gaz à effet de serre sont consultables sur un site dédié publié par Météo-France en novembre 2022.

## Urbanisme

### Typologie
Au 1er janvier 2024, Usseau est catégorisée commune rurale à habitat dispersé, selon la nouvelle grille communale de densité à sept niveaux définie par l'Insee en 2022.
Elle est située hors unité urbaine. Par ailleurs la commune fait partie de l'aire d'attraction de Châtellerault, dont elle est une commune de la couronne,. Cette aire, qui regroupe 44 communes, est catégorisée dans les aires de 50 000 à moins de 200 000 habitants,.

### Occupation des sols
L'occupation des sols de la commune, telle qu'elle ressort de la base de données européenne d’occupation biophysique des sols Corine Land Cover (CLC), est marquée par l'importance des territoires agricoles (59,5 % en 2018), une proportion sensiblement équivalente à celle de 1990 (60,1 %). La répartition détaillée en 2018 est la suivante : 
terres arables (41,2 %), forêts (39 %), zones agricoles hétérogènes (18,3 %), zones urbanisées (1,5 %). L'évolution de l’occupation des sols de la commune et de ses infrastructures peut être observée sur les différentes représentations cartographiques du territoire : la carte de Cassini (XVIIIe siècle), la carte d'état-major (1820-1866) et les cartes ou photos aériennes de l'IGN pour la période actuelle (1950 à aujourd'hui).

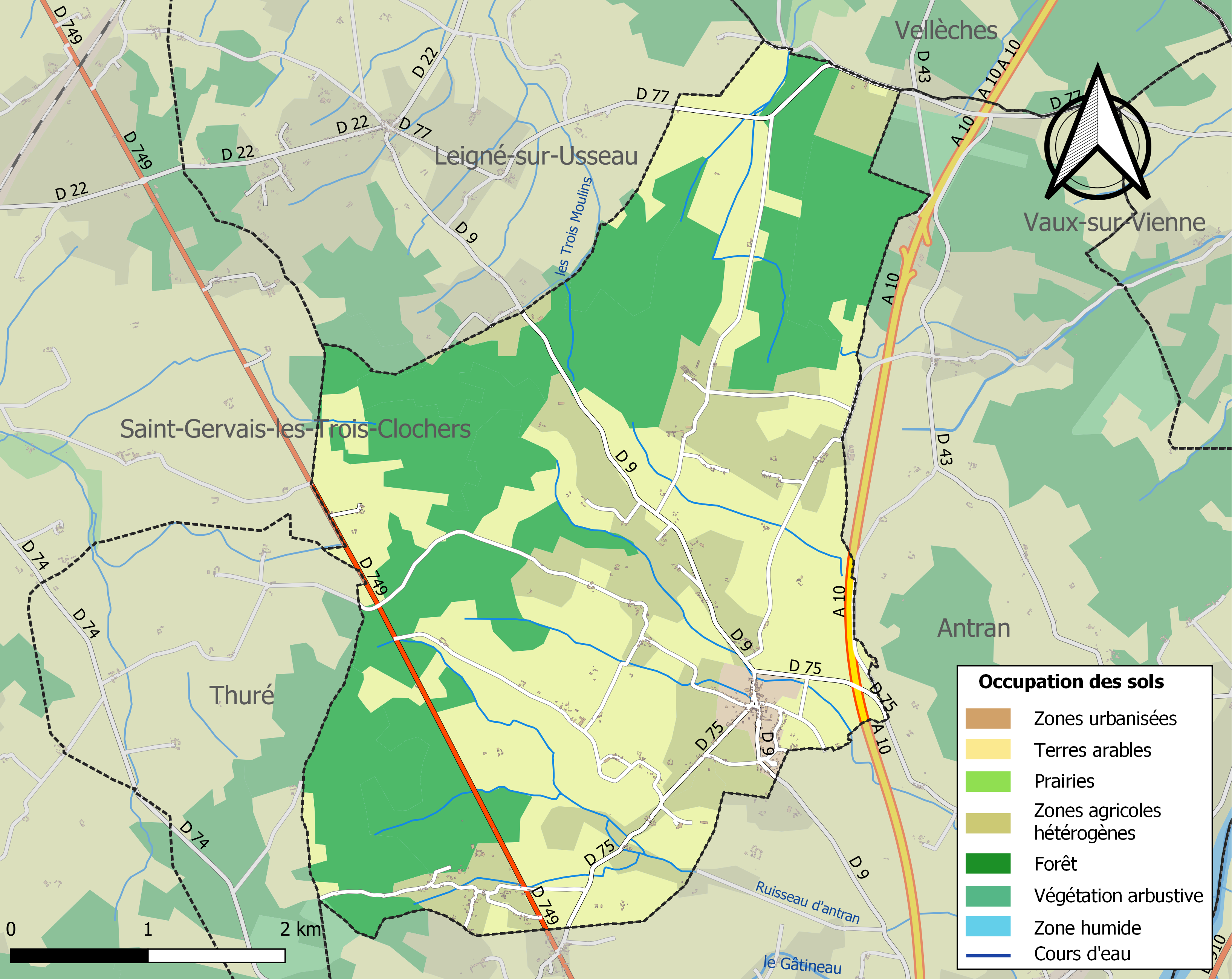
Carte des infrastructures et de l'occupation des sols de la commune en 2018 (CLC).

### Risques majeurs
Le territoire de la commune d'Usseau est vulnérable à différents aléas naturels : météorologiques (tempête, orage, neige, grand froid, canicule ou sécheresse), inondations, feux de forêts, mouvements de terrains et séisme (sismicité modérée). Il est également exposé à un risque technologique, le transport de matières dangereuses. Un site publié par le BRGM permet d'évaluer simplement et rapidement les risques d'un bien localisé soit par son adresse soit par le numéro de sa parcelle.

#### Risques naturels
Certaines parties du territoire communal sont susceptibles d’être affectées par le risque d’inondation par débordement de cours d'eau. La commune a été reconnue en état de catastrophe naturelle au titre des dommages causés par les inondations et coulées de boue survenues en 1982, 1993, 1999 et 2010,.
Usseau est exposée au risque de feu de forêt. En 2014, le deuxième plan départemental de protection des forêts contre les incendies (PDPFCI) a été adopté pour la période 2015-2024. Les obligations légales de débroussaillement dans le département sont définies dans un arrêté préfectoral du 29 mai 2015,, celles relatives à l'emploi du feu et au brûlage des déchets verts le sont dans un arrêté permanent du 24 mai 2015,.

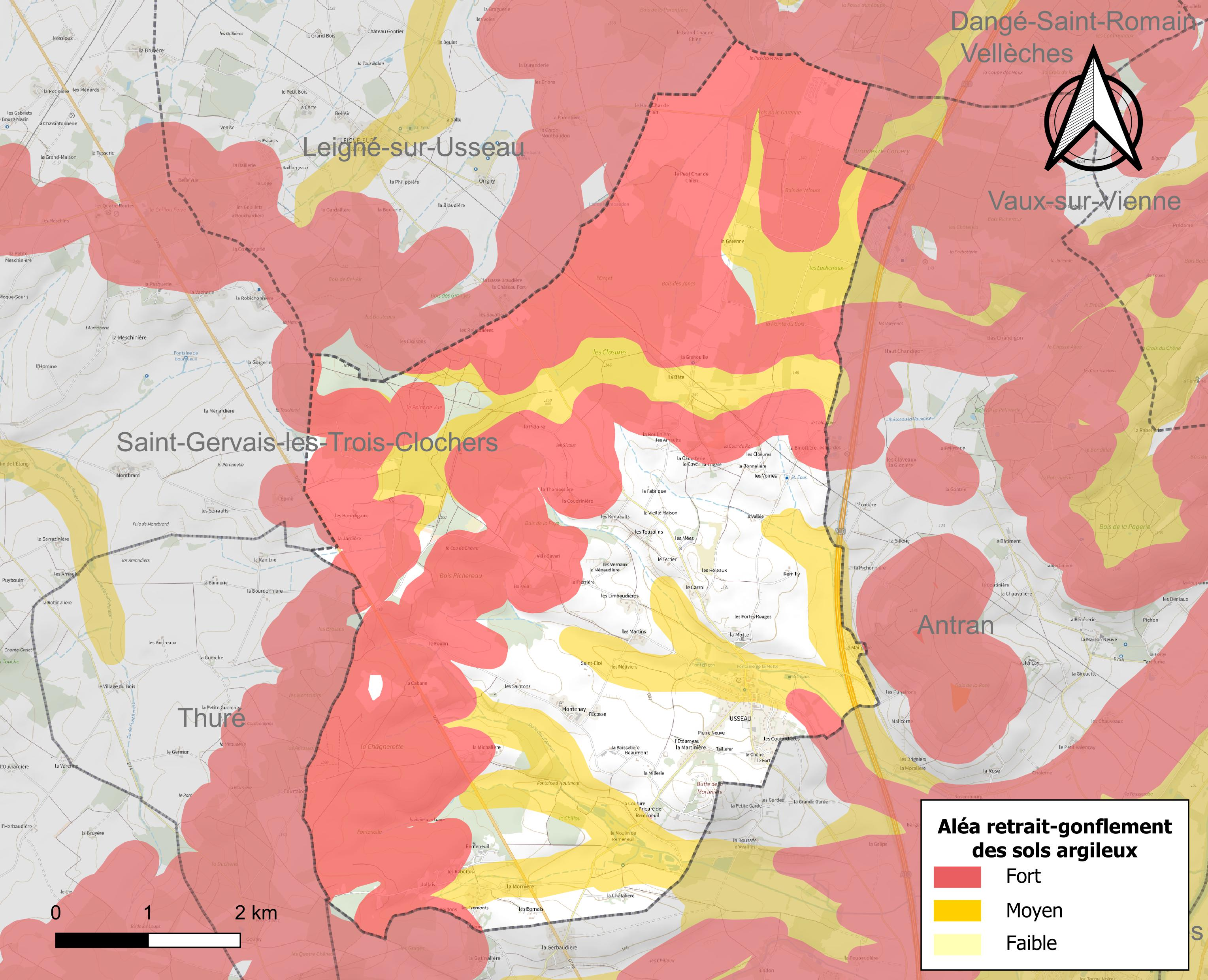
Carte des zones d'aléa retrait-gonflement des sols argileux d'Usseau.

Les mouvements de terrains susceptibles de se produire sur la commune sont des affaissements et effondrements liés aux cavités souterraines (hors mines) et des tassements différentiels. Afin de mieux appréhender le risque d’affaissement de terrain, un inventaire national permet de localiser les éventuelles cavités souterraines sur la commune. Le retrait-gonflement des sols argileux est susceptible d'engendrer des dommages importants aux bâtiments en cas d’alternance de périodes de sécheresse et de pluie. 73,7 % de la superficie communale est en aléa moyen ou fort (79,5 % au niveau départemental et 48,5 % au niveau national). Depuis le 1er octobre 2020, en application de la loi ÉLAN, différentes contraintes s'imposent aux vendeurs, maîtres d'ouvrages ou constructeurs de biens situés dans une zone classée en aléa moyen ou fort,.
La commune a été reconnue en état de catastrophe naturelle au titre des dommages causés par des mouvements de terrain en 1999 et 2010.

## Toponymie
Attestée sous la forme Ussellum en 1065 et 1103 dans le cartulaire de Noyers.
Le nom du village provient de Uxellum qui signifie petite colline ou promontoire.

## Histoire
Usseau accueille favorablement les avancées de la Révolution française. Elle plante ainsi son arbre de la liberté, symbole de la Révolution. Il devient le lieu de ralliement de toutes les fêtes et des principaux événements révolutionnaires, mais est abattu lors de la réaction royaliste.

## Politique et administration

### Liste des maires
| Période   | Période       | Identité      | Étiquette | Qualité |
| --------- | ------------- | ------------- | --------- | ------- |
|           |               |               |           |         |
| mars 2001 | réélu en 2008 | Michel Hamoir |           |         |
| 2014      | En cours      | Pascal Rocher |           |         |

### Instances judiciaires et administratives
La commune relève du tribunal d'instance de Poitiers, du tribunal de grande instance de Poitiers, de la cour d'appel  de Poitiers, du tribunal pour enfants de Poitiers, du conseil de prud'hommes de Poitiers, du tribunal de commerce de Poitiers, du tribunal administratif de Poitiers et de la cour administrative d'appel  de  Bordeaux, du tribunal des pensions de Poitiers, du tribunal des affaires de la Sécurité sociale de la Vienne, de la cour d’assises de la Vienne.

## Démographie
L'évolution du nombre d'habitants est connue à travers les recensements de la population effectués dans la commune depuis 1793. Pour les communes de moins de 10 000 habitants, une enquête de recensement portant sur toute la population est réalisée tous les cinq ans, les populations de référence des années intermédiaires étant quant à elles estimées par interpolation ou extrapolation. Pour la commune, le premier recensement exhaustif entrant dans le cadre du nouveau dispositif a été réalisé en 2007.

En 2022, la commune comptait 582 habitants, en évolution de −5,98 % par rapport à 2016 (Vienne : +0,6 %, France hors Mayotte : +2,11 %).
| 1793 | 1800 | 1806 | 1821 | 1831 | 1836 | 1841 | 1846 | 1851 |
| ---- | ---- | ---- | ---- | ---- | ---- | ---- | ---- | ---- |
| 361  | 318  | 300  | 454  | 445  | 480  | 441  | 461  | 436  |

| 1856 | 1861 | 1866 | 1872 | 1876 | 1881 | 1886 | 1891 | 1896 |
| ---- | ---- | ---- | ---- | ---- | ---- | ---- | ---- | ---- |
| 467  | 501  | 522  | 635  | 556  | 531  | 532  | 504  | 520  |

| 1901 | 1906 | 1911 | 1921 | 1926 | 1931 | 1936 | 1946 | 1954 |
| ---- | ---- | ---- | ---- | ---- | ---- | ---- | ---- | ---- |
| 528  | 533  | 503  | 502  | 456  | 443  | 464  | 449  | 446  |

| 1962 | 1968 | 1975 | 1982 | 1990 | 1999 | 2006 | 2007 | 2012 |
| ---- | ---- | ---- | ---- | ---- | ---- | ---- | ---- | ---- |
| 439  | 383  | 383  | 489  | 521  | 573  | 634  | 643  | 657  |

| 2017 | 2022 | - | - | - | - | - | - | - |
| ---- | ---- | - | - | - | - | - | - | - |
| 607  | 582  | - | - | - | - | - | - | - |

En 2008, selon l’Insee, la densité de population de la commune était de 34 hab./km2, contre 61 hab./km2 pour le département, 68 hab./km2 pour la région Poitou-Charentes et 115 hab./km2 pour la France.

## Économie

### Agriculture
Selon la direction régionale de l'Alimentation, de l'Agriculture et de la Forêt de Poitou-Charentes, il n'y a plus que 14 exploitations agricoles en 2010 contre 15 en 2000.
Les surfaces agricoles utilisées ont très légèrement augmenté et sont passées de 1 062 hectares en 2000 à 1 089 hectares en 2010. 55 % sont destinées à la culture des céréales (blé tendre pour plus de la moitié des surfaces céréalières mais aussi orges et maïs), 17 % pour les oléagineux (colza et tournesol) et 27 % pour le fourrage. En 2000 comme en 2010, deux hectares étaient consacrés à la vigne.

### Industrie
Carrière de tuffeau, entreprise Maquignon Frères.

## Culture locale et patrimoine

### Lieux et monuments

#### Le château de la Motte d'Usseau
C'est un château datant des XVe et XIXe siècles inscrit aux monuments historiques en 2004. Il a été bâti en 1452 par Guillaume de Bec, aux confins de la Touraine et du Poitou sur un site fortifié très ancien dont les vestiges d'une motte adossé au château sont encore très visibles, l'actuelle « haute cour » sur laquelle se dressait un premier château au XIIe siècle.
Le château se compose d'un corps de bâtiment rectangulaire et d'une petite aile en retour d'équerre. Il est cantonné d'une importante tour circulaire à l'angle sud-ouest et sa façade est, d'une tour d'escalier polygonale et d'une tourelle carrée. Cette construction du XVe siècle est éclairée par de larges fenêtres à meneaux ou de simples baies à traverse. Le château présente un appareil militaire au sommet de la tour circulaire : parapet sur mâchicoulis percé d'archères canonnières.
Cette tour crénelée qui faisait office de donjon a été réaménagée au XVIIIe siècle. Elle possède un bel escalier de chêne. Une superbe voûte hémisphérique est coiffée par une salle pourvue d'une cheminée du XVe siècle. Dans le corps principal du château, un escalier à vis à crémaillère permet d'accéder aux étages supérieurs et à la salle du guet.
On accède au château par une allée bordée de cerisiers menant à un petit parc de tilleuls plusieurs fois centenaires.
Le château abrite un beau jardin pédagogique d'inspiration médiévale qui présente sous les aspects historiques et ethnobotaniques, une grande variété de plantes vivrières du Moyen Âge et quelques curiosités botaniques.
Le jardin a été créé progressivement de 2001 à 2006. Il constitue un écrin mettant en valeur le château médiéval. La structure même du jardin reprend l'esthétique et la fonctionnalité des jardins de la fin du Moyen Âge avec ses plans géométriques. Le jardin présente des espaces appelés Les Vergers, Le Jardinet des Baies, Le Petit Bois, différents parterres et massifs et un jardin clos ou Hortus Conclusus qui contient en priorité les espèces vivaces de l'époque médiévale: herbes fraiches, herbes aromatiques et condimentaires, herbes médicinales et certains petits fruits oubliés de nos jours.
Les espèces toxiques employées pour la magie et la sorcellerie sont éloignées de ces jardins centrés sur sa fontaine, également d'inspiration médiévale.
Un autre espace ordonné, nommé Jardin de Lumière, présente une collection de plantes annuelles qui répondaient à une utilisation vivrière et nourricière mais aussi artisanale pour la confection de textile et leur teinture.

#### Fief de la Motte
À environ 300 m au nord-ouest du château actuel se dressait une motte, aujourd'hui complètement détruite par l'exploitation d'une carrière. La motte mesurait avant sa destruction 25 m de diamètre et était ceinte d'un fossé circulaire large de 2 m et profond de 1,5 m derrière lequel se trouvait un muret de pierres. L'ensemble castral se composait de cinq pièces d'habitations taillées dans le rocher et de trois salles souterraines toutes situées à un même niveau à l'intérieur de la motte. À l'extérieur de la motte et à environ 6–7 m du fossé se situait un puits, profond de 28 m et d'un diamètres de 0,95 m.
Le document le plus ancien mentionnant explicitement le fief de la Motte d'Usseau est un aveu de 1432 qui précise que le fief est tenu par Geoffroy Le Maingre est que ce dernier est assimilé à un seigneur châtelain, prérogatives que seul le vicomte de Châtellerault et le seigneur de Beaumont possèdent dans la région. En conséquence ses prérogatives ne peuvent être rattachées au modeste site et que l'aveu de 1432 porterait sur le site fortifié qui s'érigeait jadis à l'emplacement du château actuel de la Motte. En revanche un second aveu daté de 1429 « décrit le fief de la Roche-sur-Usseau tenu alors en parage par Jean du Tay » et comportant « de nombreuses appartenances, des terres labourables, des prés, des bois de chêne et de châtaigniers. Les revenus du domaine direct (domaine fieffé ou accensé) sont peu important : cent sous de cens, quelques poulailles et une oie, quatorze boisseaux de froment ». De plus la mention de roche semble confirmer la présence d'un site souterrain qui pourrait correspondre à ce site.
Compte tenu de la position géographique de la motte et du château on pourrait être en présence d'un transfert de site comme il a été observé à Doué-la-Fontaine ou Andone.

## Le château de Remeneuil
Malgré son manteau d'architecture renaissance, on est en présence de l'un des fiefs nobles les plus anciens de la région d'Aquitaine. Le premier seigneur de Remeneuil se rencontre en 1037, Rainaldus de Romanoculus (cartulaire de saint Cyprien).
Les Remeneuil ont appartenu aux plus anciennes familles du Poitou et et de Touraine et comptaient parmi les vassaux directs de la puissante famille de Châtellerault et d'Harcourt. Le château se situe aux confins Nord de la Vienne stratégiquement installé sur les Marches entre Poitou et Anjou. L'édifice date des XIVe – XVe siècle mais remanié ensuite tout au long de son histoire jusqu'au XIXe siècle.
Romanoculus qui deviendra Romenuel, puis Romeneuil et ensuite Remeneuil est un patronyme et également un toponyme (Romanoculus - Dictionnaire topographique de Louis Redet). La légende locale rapporte que Romeneuil vient de l'appellation "Romain"  en raison d'une ancienne présence de troupes romaines qui aurait élu domicile sur cette terre. (Milles hectares - Maurice Bedel).

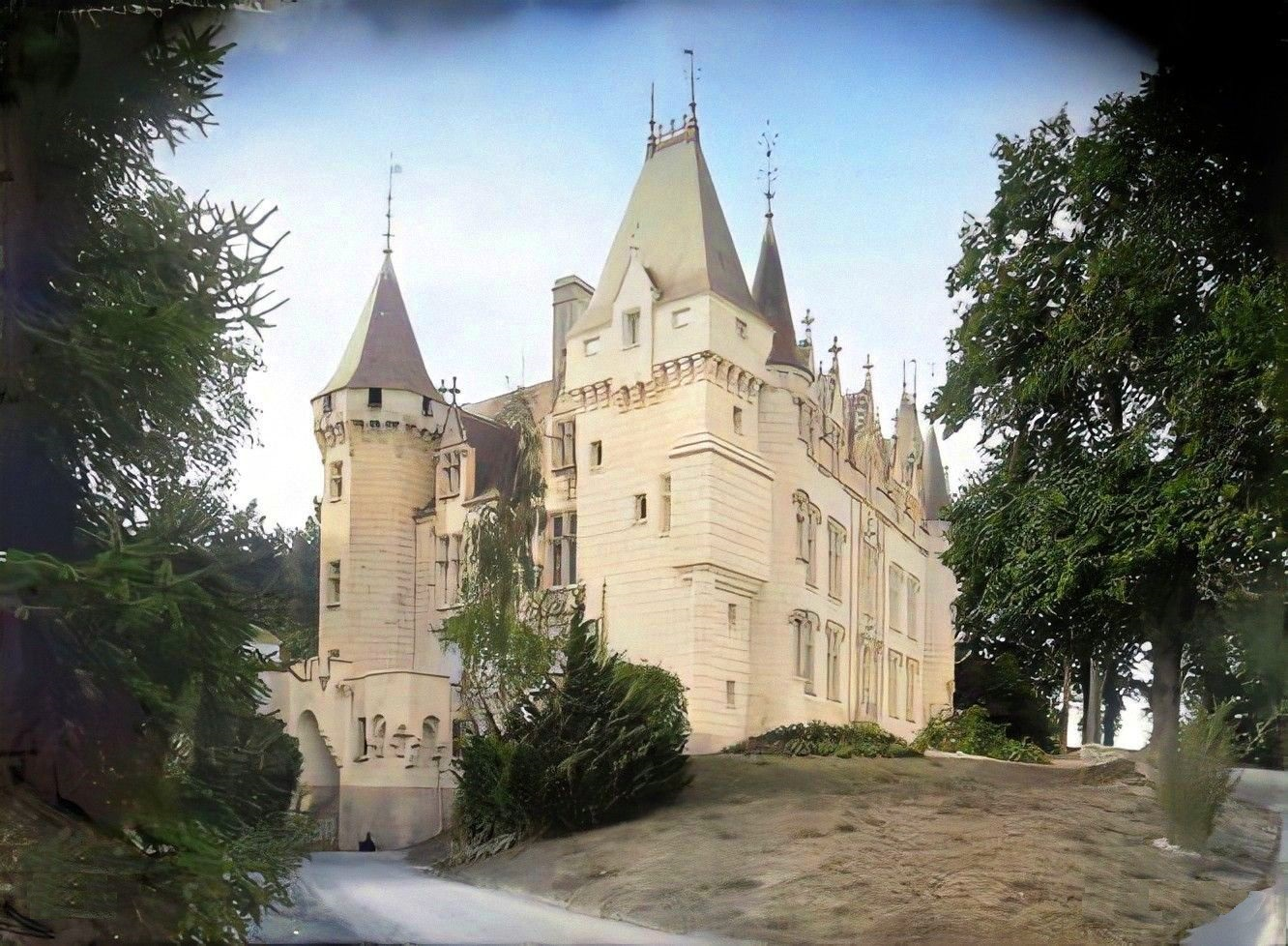
Château de Remeneuil en 1890

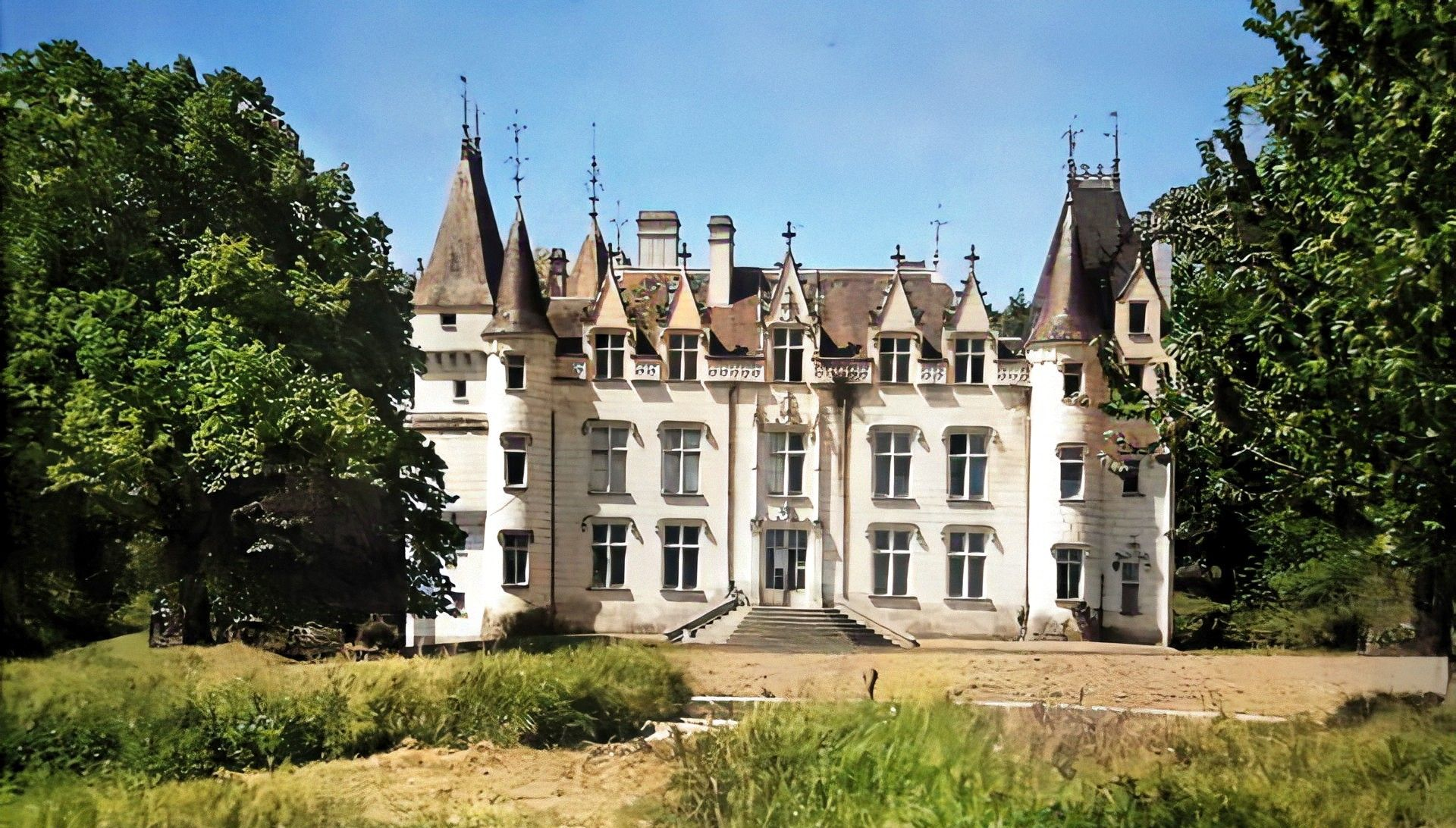
Château de Remeneuil en 1950

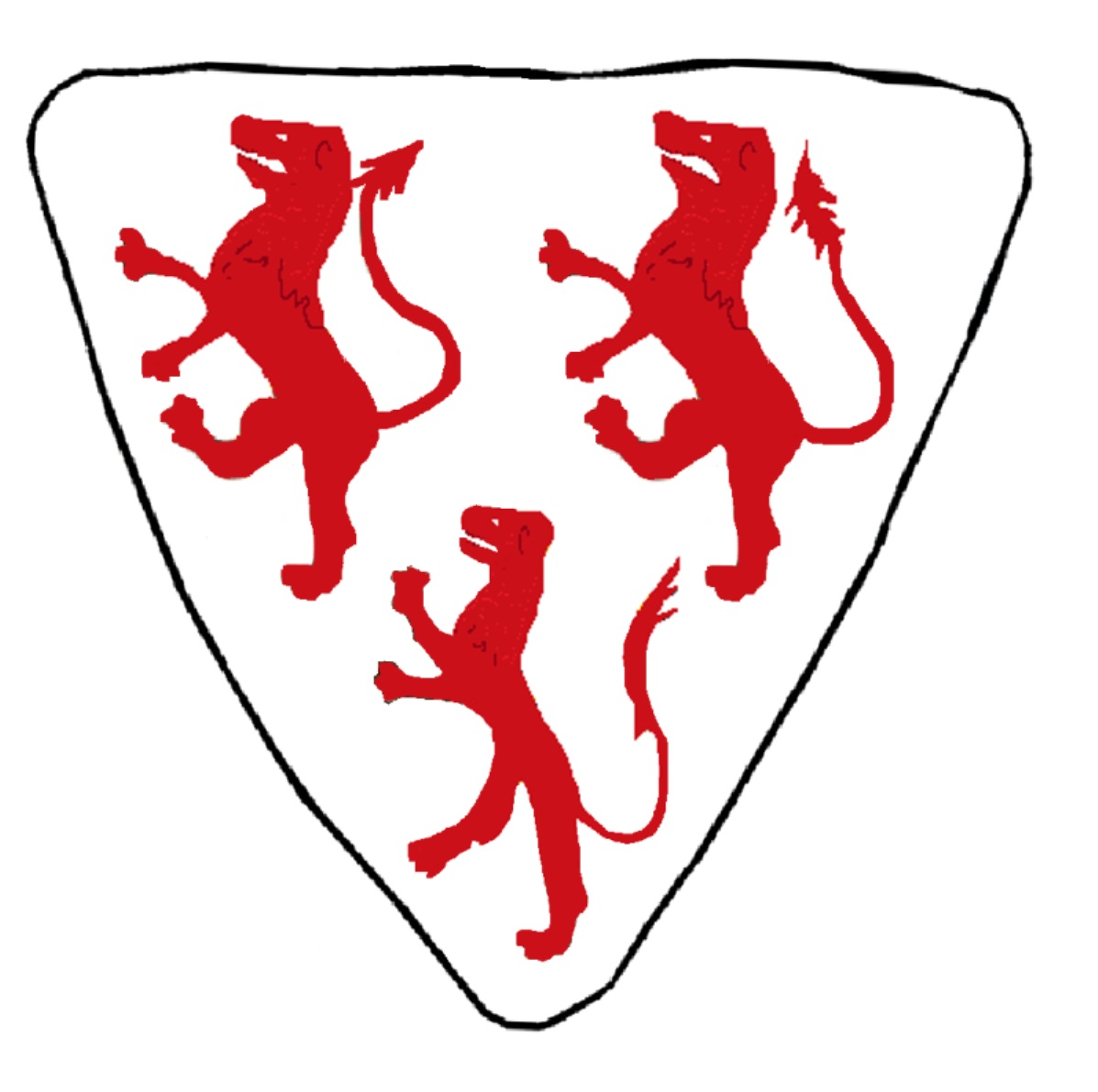
Blason famille de Romeneuil XIIIe siècle

Les principaux seigneurs de Remeneuil ont été :
- Rainald de Remeneuil - 1037
- Gausbert de Romanul - 1075
- Pierre de Remeneuil - 1258
- Guillaume de Remeneuil, chevalier mort le 19 septembre 1356 à la bataille de Poitiers
- Pierre de Remeneuil - 1370
- Pierre de Brizay - 1400
- Aymery de Brisay, gouverneur de Châtellerault - 1413
- Jean de Fougère - 1430
- Louis de Fougère - 1494
- Joachim de Fougère - 1518
- Mathurin de Fougère -
- René de Villequier - 1588
- Martin du Bellay, prince d'Yvetot - 1592
- François de Gain - 1637
- François de Gain - 1654
- Marie-Esther Lignaud - 1684
- Isaac de Martel - 1691
- Jeanne-Suzanne Taveau - 1709
- Philippe Armand du Vergier, marquis de la Rochejaquelin, propriétaire de Remeneuil en 1716, est le grand-père de celui qui deviendra en 1793 le général en chef des armées catholiques et royales de Vendée.1716 ou 1719
- François Antoine de la Haye Montbault et Catherine Radegonde Amable 1743
- Jean Philippe Renaire 1771
- Alexis Benjamin Arnout, maréchal des camps & armées du Roy 1773
- Joseph François Dumont Acquet - 1786
- Amélie Dumont Acquet - 1798
- Anatole de la Forge - 1850
- Armand Théophile de Cougny - 1863
- Henri-Pierre de Cougny-Prefeln - 1915
- de 1922 à 1962 : pas moins de sept propriétaires, qui ont tous contribué à la dégradation du domaine et à la destruction actuelle du château.

Abandonné depuis 1962, il a finalement été acheté en 2018. C'est aujourd'hui une propriété privée, qui ne se visite qu'aux journées européennes du patrimoine.

## Les autres monuments d'Usseau
- L'église de Remeneuil, reconstruite au XVe siècle par la puissante famille de Fougères, patron de la paroisse. Le prieuré-cure de Remeneuil remonte à l'an 1037. Paroisse crée en 1789 et rattachée à la paroisse d'Usseau en 1818 par décret, elle est aujourd'hui devenue une propriété privée. Inscrite comme monument historique depuis 2002[36].
- Église Saint-Hilaire d'Usseau. Elle est inscrite à l'Inventaire général du patrimoine culturel[37].

### Patrimoine naturel
La commune abrite une zone naturelle d'intérêt écologique, faunistique et floristique (ZNIEFF) qui couvre 7 % de la surface communale. Il s'agit du bois de la Bonde - brandes de Corbery.
Le bois de la Bonde et les brandes de la Corbery se situent dans l’extrême nord du département de la Vienne, aux confins des régions Nouvelle-Aquitaine et Pays de la Loire, sur les territoires des communes de Antran, Usseau, Vaux-sur-Vienne et Vellèches. Ces deux sites  sont recouverts de bois et de landes. Ils occupent un haut plateau siliceux qui domine la rive gauche de la Vienne.
Sur ce territoire, comme dans tout le nord-ouest du département actuel de la Vienne, entre les villes de Châtellerault et de Loudun, les formations crétacées sont recouvertes de sols sableux ou limoneux, acides et hydromorphes, riches en cailloux et blocs siliceux, dénommés : les "bornais". Sur ces terres de médiocre qualité, la forêt et la lande ont longtemps dominé. La végétation était, autrefois, périodiquement incendiée afin de régénérer la production herbacée et offrir, ainsi, un pâturage aux animaux. Les cultures céréalières étaient plutôt réservées aux plaines calcaires.
De nos jours, la moitié du site a été plantée de résineux et a perdu, ainsi, une partie de sa spécificité. Toutefois, la zone a quand même pu conserver un certain nombre des habitats typiques hérités de ces anciennes activités agro-sylvo-pastorales. Ainsi, la chênaie calcifuge composée de chênes sessiles et de chênes pédonculés existe toujours. Elle est mêlée avec des sorbiers, des trembles et des châtaigniers. La chênaie alterne avec des landes atlantiques à «brande» ou bruyère à balais et ajoncs. En outre, le bois de la Bonde a été morcelé par le passage de l’autoroute A10. Malgré ces modifications récentes, le site offre encore un fort intérêt biologique qui se manifeste notamment dans sa richesse ornithologique et qui a justifié son classement comme zone naturelle d'intérêt écologique, faunistique et floristique (ZNIEFF).
Parmi les quelque cinquante espèces d’oiseaux répertoriées sur ce territoire, onze sont particulièrement rares et font l’objet d’une protection au niveau national (Bouvreuil pivoine Huppe fasciée, Locustelle tachetée, Mésange huppée, Moineau friquet, Pipit rousseline). Le Busard Saint-Martin et le Busard cendré, deux élégants rapaces gris pâle au vol onduleux et bas nichent sur la zone. En revanche, le Circaète Jean-le-Blanc, un grand rapace méridional, vient des boisements alentour pour capturer dans la lande les serpents et autres reptiles qui représentent l’essentiel de son régime alimentaire. Parmi les passereaux, on remarque surtout la présence de la Fauvette pitchou, qui a trouvé dans les étendues de bruyère à balais, un milieu de substitution aux maquis méditerranéens qui constituent son biotope d’origine. L’Engoulevent d’Europe chasse, à la nuit tombée, au-dessus de la lande et dans les clairières de la forêt, les gros insectes nocturnes qui constituent l'essentiel de sa nourriture. Le Faucon hobereau, un petit rapace sombre, amateur lui aussi de gros insectes et de petits passereaux, chasse aussi à la tombée de la nuit mais juste avant l'Engoulevent d’Europe.

### Personnalités liées à la commune
- François Pierre Ingrand (né le 9 novembre 1756 à Usseau et mort le 21 juillet 1831 à Paris), avocat, député en 1791, membre de la Convention, député aux Conseil des Cinq-Cents.
- Anatole de la Forge (1820-1892), propriétaire du château de Remeneuil, député de la Seine, préfet des Pyrénées-Atlantiques, surnommé Le défenseur de Saint-Quentin.
- Armand-Théophile de Cougny (1832-1915), propriétaire du château de Remeneuil, maire de Orches.
- Monsieur Roy, l'assiégé de Usseau.